# Бастианская премия

Статуэтка жеребенка вручаемая лауреату премии

Бастианская премия (норв. Bastianprisen) — ежегодная норвежская литературная премия, присуждаемая Норвежской ассоциацией литературных переводчиков. Премия существует с 1951 года. Присуждается за перевод художественного произведения на норвежский язык опубликованный в течение последнего года перед номинацией и отвечающий высоким художественным критериям. С 1984 года премия присуждается также за переводную литературу для детей и юношества.
Премия вручается в сентябре во время празднования дня святого Иеронима, покровителя переводчиков, и состоит из статуэтки жеребенка, сделанной норвежским скульптором и художником Эрнульфом Бастом (отсюда и название «Бастианская премия»), и 50 000 норвежских крон. Один и тот же переводчик может получить премию только один раз в каждой категории.

## Лауреаты Бастианской премии
- 1951 — Хельге Симоненсен[норв.] за перевод Эрика Линклейтера: Mitt dårligere jeg
- 1952 — Эли Крог[норв.] за перевод Дорис Лессинг: Det synger i gresset
- 1953 — Оке Фен[норв.] за перевод Джерома Сэлинджера: Hver tar sin…
- 1954 — Нильс Ли[норв.] за перевод Алана Пэйтона: For sent
- 1955 — Лео Стрём[норв.] за перевод Ромена Гари: Dagens farver
- 1956 — Элиса Улен[норв.] за перевод Льва Толстого: Fortellinger og legender
- 1957 — Петер Магнус[норв.] за перевод Камалы Маркандая: Nektar i et såld
- 1958 — Андре Бьерке за перевод Мольера: Misantropen
- 1959 — Одд Банг-Хансен за перевод сказок Ханса Кристиана Андерсена
- 1960 — Хартвиг Киран[норв.] за перевод Роберта Бёрнса: Dikt i utval
- 1961 — Халлдис Весос за перевод Жан-Батиста Расина: Fedra
- 1962 — Тригве Грейф[норв.] за перевод Лоренса Даррелла: Mountolive og Clea
- 1963 — Карл Хамбро[норв.] за перевод Клода Симона: Veien gjennom Flandern
- 1964 — Брик Йенсен[норв.] за перевод Андре Жида: Falskmynterne
- 1965 — Сигмунд Скард[норв.] за перевод поэзии вагантов
- 1966 — Ханс Брорвиг[норв.] за перевод Гюнтера Грасса: Hundeår
- 1967 — Осе-Марие Нессе[норв.] за перевод Вольфганга Хильдесхаймера: Tynset
- 1968 — Алберт Ланге Флифлет[норв.] за перевод Kalevala
- 1969 — Милада Блекастад[норв.] за перевод Людвика Вацулика: Øksa
- 1970 — Лотте Холмбу[норв.] за перевод Зигфрида Ленца: Tysktime
- 1971 — Аксель Амлие[норв.] за перевод Владимира Набокова: Forsvaret
- 1972 — Ивар Эскеланд[норв.] за перевод Вильяма Хейнесена: Den gode von
- 1973 — Тронд Винье[норв.] за перевод Эрнста Теодора Амадея Гофмана: Fantastiske fortellinger
- 1974 — Том Рённов[норв.] за перевод Иоахима Феста: Hitler
- 1975 — Кьель Рисвик[норв.] за перевод Марио Варгаса Льосы: Pantaléon og tjenerinnene
- 1976 — Карл Фредерик Энгельстад[норв.] за перевод Поля Низана: Antoine Bloyé
- 1977 — Эрик Гуннес[норв.] за перевод Исаака Башевиса-Зингера: Den usette
- 1978 — Гейр Хьетсо за перевод Николая Гоголя: Revisoren
- 1979 — Арне Дёрумсгорд[норв.] за перевод антологии китайской поэзии: Fønixfuglen og dragen
- 1980 — Карстен Миддельтон[норв.] за перевод Петера Ульриха Вайса: Motstandens estetikk
- 1981 — Анне-Лиса Амаду[норв.] за перевод Марселя Пруста: I skyggen av blomstrende piker
- 1982 — Ханс Орос[норв.] за перевод Жоржа Бернаноса: Monsieur Ouine
- 1983 — Оле Михаэль Сельберг[норв.] за перевод Тадеуша Ружевича: Kvitt ekteskap
- 1984 — Кнут Эдегорд[норв.] за перевод Тоура Вильхьяульмссона: Fort, fort, sa fuglen
- 1985 — Херберт Свенкеруд[норв.] за перевод Уильяма Тревора: Skjebnens marionetter
- 1986 — Ивар Оргланд за перевод антологии исландской поэзии Dikt av islandske kvinner fra 1700-tallet til våre dager
- 1987 — Анне Эллигерс[норв.] за перевод Симоны де Бовуар: Mandarinene
- 1988 — Камилла Вульфсберг[норв.] за перевод Пэт Баркер: Nyttårsbarn
- 1989 — Турид Фарбрегд[норв.] за перевод Яана Каплинского: Same hav i oss alle
- 1990 — Ингер Гьельсвик[норв.] за перевод Маргарет Этвуд: Katteøyet
- 1991 — Мона Ланге[норв.] за перевод Эммануэля Донгала: Vindmannen
- 1992 — Эд Грейф[норв.] за перевод Джона Максвелла Кутзее: Jernalder
- 1993 — Карин Гюндерсен за перевод книги Стендаля: Kartusianerklosteret i Parma
- 1994 — Мерете Альфсен[норв.] за перевод Вирджинии Вулф: Orlando
- 1995 — Нильс Ивар Агёй[норв.] за перевод Джона Рональда Руэла Толкина: Silmarillion
- 1996 — Коре лангвик-Йоханнессен[норв.] за перевод Яна ван Рёйсбрука: Det åndelige bryllups smykke
- 1997 — Йоханнес Гьегдокер[норв.] за перевод Роберта Бёрнса: Dikt og songar i utval
- 1998 — Сольвейг Шульт Ульриксен[норв.] за перевод Оноре де Бальзака: Eugénie Grandet'
- 1999 — Кристиан Ругстад[норв.] за перевод Жозе Сарамаго: Det året Ricardo Reis døde
- 2000 — Эрик Ринген[норв.] за перевод Франсуа Рабле: Pantagruel
- 2001 — Кари Кемени[норв.] за перевод Шандора Мараи: Glør
- 2002 — Биргер Хус[норв.] за перевод Гюстава Флобера: Madame Bovary
- 2003 — Арне Воррен[норв.] за перевод Мигеля Де Сервантеса: Don Quijote
- 2004 — Даг Хейердаль Ларсен[норв.] за перевод Патрика О’Брайана: Orlogskaptein
- 2005 — Вогд Кранстад[норв.] за перевод Жуана Гимарайнса Розы: Den store Sertão
- 2006 — Олав Ангелл[норв.] за многолетнюю переводческую работу
- 2007 — Грете Клеппен[норв.] за перевод Элен Сиксу: Blendverk
- 2008 — Пер Кваль[норв.] за перевод Томаса Манна: Lotte i Weimar
- 2009 — Том Лотерингтон[норв.] за перевод Джонатана Литтелла: De velvillige
- 2010 — Исак Рогде[норв.] за перевод Уве Телькампа: Tårnet
- 2011 — Кнут Офстад[норв.] за перевод Кормака Маккарти: Blodmeridianen
- 2012 — Итка Каминка[норв.] за перевод Харуки Мураками: 1Q84
- 2013 — Томми Ватц[норв.] за перевод Альберто Моравии: De likeglade
- 2014 — Эва-Мария Лунд[норв.] за перевод Марлены ван Никерк: Agaat
- 2015 — Оскар Вистдаль[норв.] за перевод Гирдира Элиассона: Utsyn frå sørglaset
- 2016 — Кристина Солум[норв.] за перевод Роберто Боланьо: 2666
- 2017 — Бьёрн Херрман[норв.] за перевод Джорджа Оруэлла: Nittenåttifire
- 2018 — Микаэль Хольмберг[норв.] за перевод Элиаса Лённрота: Kalevala
- 2019 — Сверре Даль[норв.] за перевод Даниэля Кельмана: Tyll
- 2020 — Гёрил Эльдёй[норв.] за перевод Виржини Депант: Vernon Subutex
- 2021 — Гейр Поллен[норв.] за перевод Антона Чехова: Dama med hunden og andre forteljingar

## Лауреаты Бастианской премии за перевод для детей и юношества
- 1984 Йоханнес Фарествейт[норв.] и Синкен Хопп за выдающуюся переводческую работу
- 1985 Сири Несс[норв.] за перевод Мэри Нортон: Lånerne til værs
- 1986 Тор Эдвин Даль[норв.] за перевод Роальда Даля: Heksene
- 1987 Кари Скьёнсберг[норв.] за перевод Ллойда Александера: Katten som sa nei
- 1988 Турмуд Хауген за перевод Патриции МакЛахлан: En mor til sommeren
- 1989 Исак Рогде[норв.] за перевод Петера Поля: Janne min venn
- 1990 Тове Гравем Смедстад[норв.] за перевод Вильгельма Гримма/Мориса Сендака: Kjære Mili
- 1991 Метте Невт[норв.] за перевод Энн Камерон[англ.]: Barn av sitt folk
- 1992 Йохан Фредерик Грёгорд[норв.] за перевод Фрица Берлинера: Drømmestedet
- 1993 Йо Гьевер Тенфьорд[норв.] за выдающуюся переводческую работу
- 1994 Ларс Викёр[норв.] за перевод Яна де Зангера[нем.]: Kvifor sa vi ingenting?
- 1995 Халдис Мурен Весос за выдающуюся переводческую работу
- 1996 премия не присуждалась
- 1997 Эрик Крогстад[норв.] за перевод Сесили Экен[дат.]: Kongebarnet
- 1998 Йо Эрьясетер[норв.] за перевод Кэролин Коман[англ.]: Det Jamie såg
- 1999 Хеннинг Хагеруп[норв.] за перевод Викрама Сета: Dyriske fabler fra her og der
- 2000 Торстейн Бугге Хёверстад[норв.] за перевод Джоан Роулинг: Harry Potter og de vises stein
- 2001 Гуннель Мальмстрём[норв.] за выдающуюся переводческую работу
- 2002 Эйстейн Россе[норв.] за перевод Питера Кэри: Den store premien
- 2003 Тове Бакке[норв.] за перевод Даниэля Пеннака: Hund! Hund!
- 2004 Фартейн Дёвле Йонассен[норв.] за перевод Дэвида Класса[англ.]: Du kjenner meg ikke
- 2005 Гури Весос[норв.] за выдающуюся переводческую работу
- 2006 Мерете Альфсен[норв.] за перевод Уильяма Николсона[англ.]: Vindsangeren
- 2007 премия не присуждалась
- 2008 Рагнар Ховланд[норв.] за перевод Роальда Даля: Georgs magiske medisin
- 2009 Кирре Хёуген Бакке[норв.] за перевод Ника Хорнби: Slam
- 2010 премия не присуждалась
- 2011 Карина Вестберг[норв.] за перевод Энджи Сэйджа[англ.]: Sirene
- 2012 премия не присуждалась
- 2013 Бьёрн Херрман[норв.] за перевод Кеннета Грэма: Det suser i sivet
- 2014 Эйвинд Лиллескьерет[норв.] за перевод Вольфганга Хильдесхаймера: Tschick – adjø, Berlin!
- 2015 Торлейф Сьёгрен-Эриксен[норв.] за перевод Пирса Брауна: Rød revolt
- 2016 Стиан Омланд[норв.] за перевод Давида Арнольда: Mygglandet
- 2017 Тириль Брош Окре[норв.] за перевод Сары Кроссан[норв.]: En
- 2018 Нина Аспен[норв.] за перевод Фриды Нильсон: Ishavspirater
- 2019 Кирсти Вогт[норв.] за перевод Джессики Таунсенд[норв.]: Ingenlund: Morrigans forbannelse
- 2020 Кари Больстад[норв.] за перевод Юхана Теорина: Slaget om Salajak
- 2021 Вибеке Сёугерстад[норв.] за перевод Энджи Томас: På vei mot toppen